# Olympische Sommerspiele 1988/Teilnehmer (Iran)
| Gelbes Symbol für Goldmedaillen mit stilisierten Olympischen Ringen | Graues Symbol für Silbermedaillen mit stilisierten Olympischen Ringen | Braundes Symbol für Bronzemedaillen mit stilisierten Olympischen Ringen |
| ------------------------------------------------------------------- | --------------------------------------------------------------------- | ----------------------------------------------------------------------- |
| —                                                                   | 1                                                                     | —                                                                       |

Die Islamische Republik Iran (IRI) nahm an den Olympischen Sommerspielen 1988 in Seoul, Südkorea, mit einer Delegation von 23 Sportlern (allesamt Männer) teil.

## Medaillengewinner

### Silber
| Name               | Sportart | Wettkampf               |
| ------------------ | -------- | ----------------------- |
| Askari Mohammadian | Ringen   | Bantamgewicht, Freistil |

## Teilnehmer nach Sportarten

### Leichtathletik
- Naser Babapour
Marathon: 93. Platz

### Radsport
- Iraj Amir-Akhori
Straßenrennen, Einzel: 56. Platz

- Syamak Zafarzadeh
Straßenrennen, Einzel: 93. Platz
100 Kilometer Mannschaftszeitfahren: 23. Platz

- Mohammad Reza Bajool
Straßenrennen, Einzel: DNF

- Moustafa Chichi
100 Kilometer Mannschaftszeitfahren: 23. Platz
4000 Meter Einzelverfolgung: In der Qualifikation ausgeschieden

- Abas Ismaili
100 Kilometer Mannschaftszeitfahren: 23. Platz

- Mehrdad Zafarzadeh
100 Kilometer Mannschaftszeitfahren: 23. Platz

- Jalil Eftekhari
1000 Meter Einzelzeitfahren: 27. Platz
Punktefahren: Vorläufe

### Ringen
- Majid Reza Simkhah Asil
Halbfliegengewicht, griechisch-römisch: Gruppenphase

- Abdul Karim Kakahaji
Fliegengewicht, griechisch-römisch: Gruppenphase

- Ahad Pazach
Bantamgewicht, griechisch-römisch: Gruppenphase

- Ahad Javan Saleh
Federgewicht, griechisch-römisch: Gruppenphase

- Masoud Ghadimi
Leichtgewicht, griechisch-römisch: Gruppenphase

- Reza Anduz
Weltergewicht, griechisch-römisch: Gruppenphase

- Mehdi Moradi-Ganjeh
Mittelgewicht, griechisch-römisch: Gruppenphase

- Nasser Zeinalnia
Halbfliegengewicht, Freistil: 8. Platz

- Majid Torkan
Fliegengewicht, Freistil: Gruppenphase

- Askari Mohammadian
Bantamgewicht, Freistil: Silber

- Akbar Fallah
Federgewicht, Freistil: 4. Platz

- Amir Reza Khadem Azgadhi
Leichtgewicht, Freistil: Gruppenphase

- Ayatollah Vagozari
Weltergewicht, Freistil: 6. Platz

- Ahmed Afghan
Mittelgewicht, Freistil: Gruppenphase

- Mohamed Reza Tupchi
Halbschwergewicht, Freistil: Gruppenphase